# Ronald Rivero
Ronald Taylor Rivero Kuhn (Santa Cruz de la Sierra, 29 gennaio 1980) è un ex calciatore boliviano, di ruolo difensore.

## Carriera

### Club
Ha giocato nella prima divisione boliviana.

### Nazionale
Ha partecipato alla Coppa America del 2011.

## Palmarès

### Club

#### Competizioni nazionali
- Campionato boliviano: 1

Univ. Sucre: Apertura 2008
- Copa Aerosur: 1

Bolivar: 2010